# Russisch-spanische Beziehungen
Die Russisch-spanischen Beziehungen sind das zwischenstaatliche Verhältnis zwischen Russland und Spanien. Erste Kontakte entstanden bereits im 16. Jahrhundert, doch entwickelten sich die offiziellen Beziehungen erst ab dem 18. Jahrhundert intensiver. Während des Spanischer Bürgerkriegs in den 1930er Jahren unterstützten die Sowjets die Republikaner gegen die spanischen Faschisten unter Francisco Franco. Nach der Niederlage der Republikaner brachen die Kontakte für lange Zeit ab und wurden erste 1977 wieder aufgenommen. Der Zerfall der Sowjetunion führte zu einer deutlichen Intensivierung der wirtschaftlichen, politischen und kulturellen Beziehungen. Russland lieferte Rohstoffe und Spanien stieg innerhalb der EU zu einem der russlandfreundlichsten Staaten auf. Durch den Beginn des russisch-ukrainischen Kriegs 2014 und den russischen Großangriffs auf die Ukraine 2022 trübte sich das Verhältnis allerdings deutlich ein.

## Geschichte

### Frühe Kontakte
Offizielle Berührungspunkte zwischen dem spanischen und dem russischen Herrscherhaus lassen sich bis ins frühe 16. Jahrhundert zurückverfolgen. Im Jahr 1519 sandte der spanische König Karl I. (Kaiser Karl V.) ein Schreiben an Wassili III., den Großfürsten Moskaus. 1525 trafen erstmals russische Gesandte – Iwan Sassekin-Jaroslawski und Semjon Borissow – am Hof Karls V. ein und berichteten bei dieser Gelegenheit auch von der Entdeckung Amerikas an ihre Heimat. Nachhaltige diplomatische Beziehungen entwickelten sich im Verlauf des 17. und 18. Jahrhunderts: 1667 entsandte Zar Alexei I. mit Pjotr Iwanowitsch Potjomkin den ersten russischen Gesandten nach Spanien, die im Hafen von Cádiz eintraf. Schließlich etablierten Zar Peter I. (Peter der Große) und König Felipe V. im Jahr 1722 feste diplomatische Vertretungen in Madrid und Sankt Petersburg.
Im Laufe des 18. und 19. Jahrhunderts unterhielten das Russische Kaiserreich und das Königreich Spanien wechselvolle Beziehungen, die teils von Allianzbestrebungen, teils von Rivalität geprägt waren. Ein bemerkenswertes Ereignis stellte dabei der Konflikt um Malta zur Wende vom 18. zum 19. Jahrhundert dar. Zar Paul I. von Russland hatte sich 1798 zum Großmeister des Malteserordens ernennen lassen – eine Rolle, die traditionell von katholischen Mächten wie Spanien beansprucht wurde. Infolge dieser Konkurrenz um Malta erklärten sich Spanien und Russland 1799 gegenseitig den Krieg. Dieser Spanisch-russische Krieg (1799–1801) blieb jedoch weitgehend ohne militärische Kampfhandlungen. Die Auseinandersetzung spielte sich hauptsächlich auf diplomatischer Ebene ab und endete 1801 mit einem russischen Rückzug, Malta fiel schließlich an Großbritannien. Nach dieser Episode normalisierten sich die Beziehungen wieder. Spanien und Russland standen im 19. Jahrhundert selten in direkter Konfrontation; Spanien blieb etwa im Krimkrieg (1853–1856) neutral. Insgesamt blieben die gegenseitigen Kontakte in jener Epoche  überschaubar, nicht zuletzt da Spanien nach dem Verlust seiner Kolonialmacht an Einfluss verlor und Russland seinen Fokus auf Osteuropa und Asien richtete.

### Spanisch-sowjetische Beziehungen
Mit der Gründung der Sowjetunion 1922 und der Ausrufung der Zweiten Spanischen Republik 1931 gewannen die gegenseitigen Beziehungen an Relevanz. Die demokratische Republik Spanien nahm 1933 formale diplomatische Beziehungen zur außenpolitisch isolierten UdSSR auf, ein Schritt, der unter den westlichen Staaten damals noch ungewöhnlich war. Die Sowjets nahmen Einfluss auf die Partido Comunista de España. Eine besondere Bedeutung erlangte die sowjetische Rolle im Spanischen Bürgerkrieg (1936–1939): Nach dem Militärputsch rechtsgerichteter Generäle unter Francisco Franco unterstützte die Sowjetunion die legitime republikanische Regierung mit Waffenlieferungen und militärischen Beratern. Allerdings fiel diese Hilfe im Vergleich zur massiven Unterstützung der Putschisten durch das faschistische Italien und NS-Deutschland eher begrenzt aus. Zudem ließ sich die UdSSR ihre Lieferungen – bedingt durch die politische Isolation der Republik – mit spanischen Goldreserven bezahlen, was als Moskauer Gold (Oro de Moscú) bekannt wurde. Trotz sowjetischer Hilfe und der Entsendung internationaler Freiwilliger konnte sich die Republik nicht gegen die Franquisten behaupten, und 1939 errichtete Franco eine Diktatur.
Während der Franco-Diktatur (1939–1975) gab es keine offiziellen Beziehungen zwischen Madrid und Moskau. Spanien isolierte sich vom Ostblock und profilierte sich als vehement antikommunistisch. Ausdruck dieser Feindschaft war die Entsendung der sogenannten Blauen Division (División Azul) von etwa 47.000 spanischen Freiwilligen, die 1941–1944 auf Seiten der deutschen Wehrmacht an der Ostfront gegen die Rote Armee kämpften. Spanien war zwar formal nicht in den Zweiten Weltkrieg eingetreten, unterstützte aber mit dieser Einheit Hitlers Feldzug gegen die UdSSR, was die Kluft zu Moskau weiter vertiefte. Auch während des Kalten Krieges blieben die Beziehungen feindschaftlich, was in Nikita Chruschtschows Rede gegen das Franco-Regime vor der Generalversammlung der Vereinten Nationen am 1. Oktober 1960 und Francos Verbot des für das im selben Jahr geplante Fußballspiels Spanien gegen die UdSSR im Rahmen der Qualifikation zur Europameisterschaft 1960 gipfelte. Erst mit Beginn der Entspannungspolitik in den 1960er-Jahren kam es zu vereinzelten Kontakten und 1972 Unterzeichneten beide Länder schließlich ein Handelsabkommen.
Nach Spaniens Übergang zur Demokratie erfolgte 1977 die offizielle Wiederaufnahme diplomatischer Beziehungen mit der Sowjetunion. Am 9. Februar 1977 unterzeichneten die Außenminister Marcelino Oreja (Spanien) und Andrej Gromyko (UdSSR) in Madrid ein entsprechendes Abkommen. In den folgenden Jahren entwickelten sich schrittweise normale Arbeitsbeziehungen. Zwar trat Spanien 1982 der NATO bei, doch die sowjetischen Einwände dagegen konnten die bilaterale Annäherung nicht mehr verhindern. Ein Meilenstein war der Staatsbesuch des spanischen Königspaares Juan Carlos I. und Sofía in der UdSSR im Mai 1984 – der erste Besuch spanischer Könige in Russland überhaupt. 1986 folgte Ministerpräsident Felipe González mit einer offiziellen Reise nach Moskau, wo er Michail Gorbatschow traf. Gegen Ende der 1980er-Jahre – während Gorbatschows Reformpolitik – intensivierten sich wirtschaftliche, wissenschaftliche und kulturelle Austausche zwischen Madrid und Moskau.

### Spanisch-russische Beziehungen nach 1991

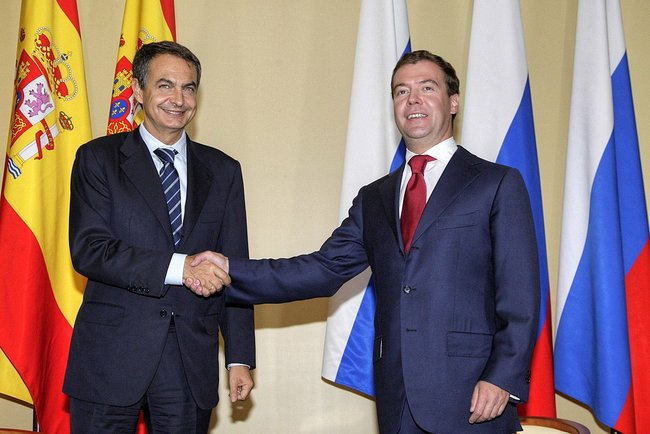
José Luis Rodríguez Zapatero mit Dmitri Medwedew (2009)

Nach dem Zerfall der Sowjetunion 1991 erkannte Spanien die Russische Föderation als deren Rechtsnachfolger umgehend an. In den 1990er-Jahren verliefen die politischen Beziehungen freundlich und ohne größere Spannungen. Spanien unterstützte Russlands Annäherung an westliche Institutionen und profitierte wirtschaftlich vom Öffnungsprozess in Osteuropa. Regelmäßige Staatsbesuche und intensivierter kultureller und wirtschaftlicher Austausch unterstrichen diese Annäherung. Im März 2009 unterzeichneten Spanien und Russland sogar ein Abkommen über eine Strategische Partnerschaft, anlässlich eines Madrid-Besuchs des damaligen russischen Präsidenten Dmitri Medwedew. Dieses Abkommen hob den Status der Beziehungen auf eine Stufe, wie Spanien sie etwa mit Deutschland oder Italien pflegt und umfasste regelmäßige politische Konsultationen, Kooperation in Wirtschaft und Energie sowie im Kultur- und Bildungsbereich.
Wie alle EU-Staaten verurteilte auch Spanien die Annexion der Krim durch Russland im März 2014 als völkerrechtswidrig. Madrid schloss sich den EU-Sanktionen gegen Russland an und fror die meisten hochrangigen politischen Kontakte ein. Gleichwohl versuchte Spanien danach weiterhin einen ausgewogenen Kurs zwischen seinen osteuropäischen NATO-Partnern und Russland zu verwirklichen. Nach dem Russischen Angriff auf die Ukraine 2022 erlebte das Verhältnis jedoch einen Tiefpunkt. Im April 2022 wies Madrid 27 russische Diplomaten und Mitarbeiter aus, die eine „Bedrohung für die Sicherheit“ darstellen würden, womit Russland mit der Ausweisung einer identischen Zahl spanischer Diplomaten reagierte. Spanien unterstützte die Ukraine militärisch, diplomatisch sowie wirtschaftlich und schloss sich den Sanktionen gegen Russland an, weshalb es von Moskau auf die Liste unfreundlicher Staaten gesetzt wurde.

## Wirtschaftsbeziehungen
Nach dem Ende des Kalten Krieges nahm der Handel sukzessive zu und erreichte in den 2000er-Jahren einen Höhepunkt. Spanische Firmen exportierten Maschinen, chemische Erzeugnisse, Konsumgüter (z. B. Mode, Nahrungsmittel) und Kraftfahrzeuge nach Russland, während russische Lieferungen von Öl und Gas wuchsen. 2013 bezog Spanien 13 Prozent seines Ölverbrauchs aus Russland. Im Jahr 2021 – vor der Ukraine-Invasion – betrug das bilaterale Handelsvolumen rund 7,7 Milliarden Euro (davon etwa 2,2 Mrd. spanische Exporte und 5,5 Mrd. Importe). Ab 2022 begann Spanien seinen Handel mit Russland zurückzufahren und auf andere Lieferanten umzusteigen.  Infolgedessen sanken die spanischen Importe aus Russland (nach einem kurzzeitigen Sprung 2022 aufgrund steigender Preise) im Jahr 2023 um 57,6 % auf nur noch 3,13 Mrd. €.
Ein wichtiger Aspekt der Wirtschaftsbeziehungen bildet der Tourismus. Im Rekordjahr 2019 besuchten rund 1,3 Millionen russische Touristen Spanien, knapp 1,5 Prozent aller ausländischer Touristen, die aufgrund ihrer Ausgabefreudigkeit eine wichtige Einnahmequelle waren. 2022 kamen nur noch gut 267.000 russische Touristen nach Spanien, nachdem Flug- und Visabschränkungen erhoben wurden.

## Kulturbeziehungen

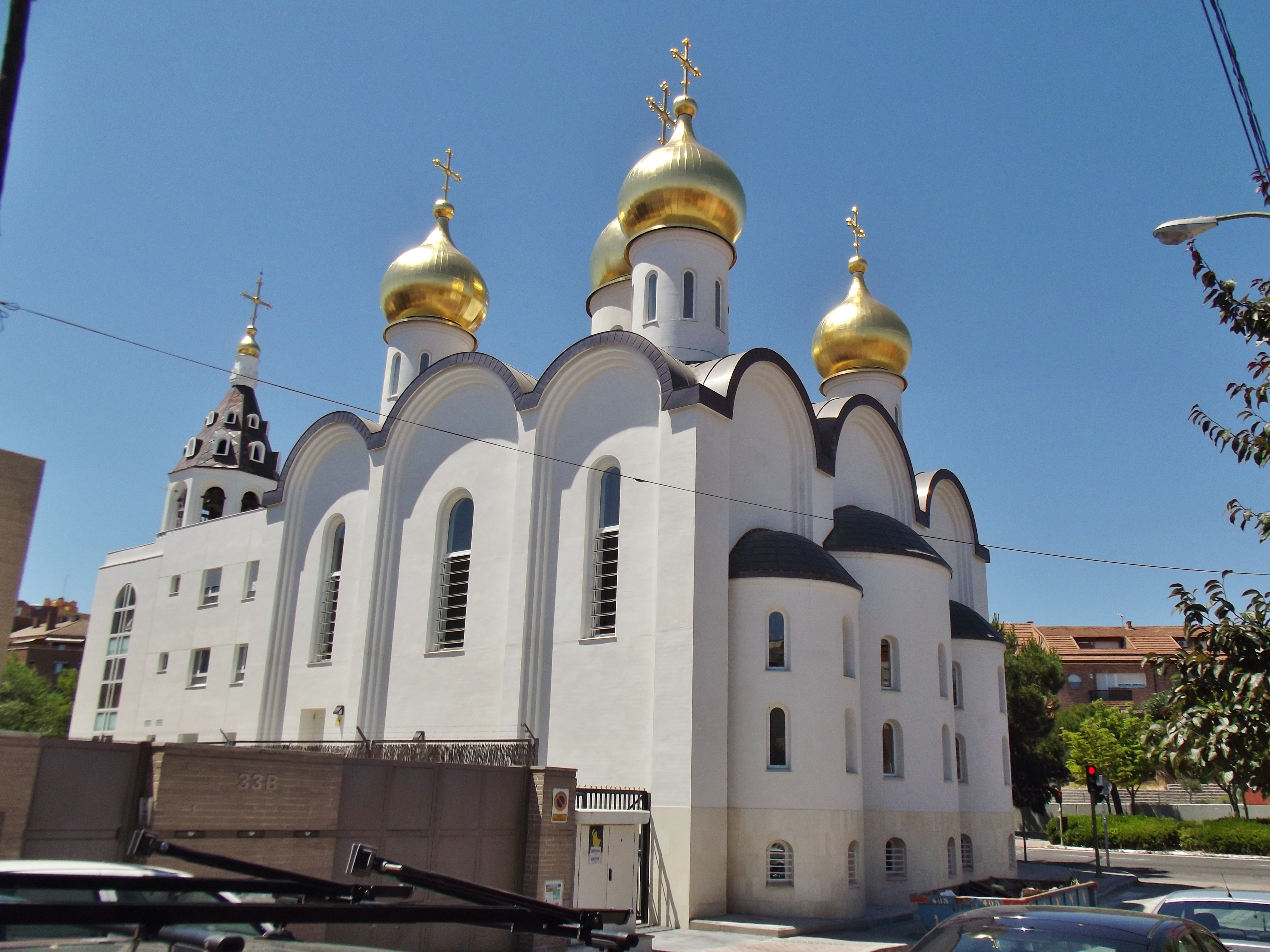
Russisch-orthodoxe Kirche in Madrid

Trotz politischer Spannungen pflegen Spanien und Russland vielfältige kulturelle Kontakte. Beide Länder blicken auf gegenseitige kulturelle Faszination seit dem 19. Jahrhundert zurück, so kam es zu großer Spanien-Begeisterung unter russischen Künstlern spanischer Intellektuelle hatten ein großes Interesse an russischer Literatur. Institutionell verankert wurden die Kulturbeziehungen nach einer Unterbrechung der Kontakte während der Sowjetzeit ab den 1990er-Jahren: 1991 schlossen Moskau und Madrid ein Kulturabkommen. In den folgenden Jahrzehnten gab es regelmäßig Kulturjahre und thematische Austauschprogramme. Besonders intensiv war das Doppeljahr Spanien-Russland 2011, in dem mit Ausstellungen, Konzerten, Filmwochen und Gastspielen die jeweils andere Kultur gefeiert wurde. Darüber hinaus veranstalteten beide Länder ein Jahr der Sprache und Literatur (2015/16) sowie ein Jahr des Tourismus (2016/17) mit vielfältigen Veranstaltungen. In Madrid unterhält die russische Regierung seit 2010 ein Russisches Wissenschafts- und Kulturzentrum (Rossotrudnitschestwo) und in Moskau ist ein Instituto Cervantes aktiv.
Auch die Migration und Diaspora spielen eine wichtige Rolle in den bilateralen Beziehungen. In den letzten Jahrzehnten hat sich in Spanien eine bedeutende russischsprachige Gemeinde gebildet. Anfang 2021 lebten knapp 80.000 russische Staatsbürger dauerhaft in Spanien, womit Spanien nach Deutschland die zweitgrößte russische Diaspora in der EU beherbergte. Die russische Präsenz konzentriert sich vorwiegend auf die Küstengebiete und die Hauptstadtregion. Beliebte Wohnorte wohlhabender Russen sind z. B. Marbella, Estepona oder Platja d’Aro. Im Gegenzug ist die spanische Präsenz in Russland erheblich kleiner und auf einige tausend Personen begrenzt. Historisch erwähnenswert ist das Schicksal der sogenannten Niños de la Guerra: Über 3.000 spanische Bürgerkriegskinder wurden 1937–1938 aus dem Kriegsgebiet in die Sowjetunion evakuiert und wuchsen dort auf.

## Russische Spionage und Geldwäscheaktivitäten in Spanien
Seit den 1990er-Jahren hat Spanien – insbesondere die touristischen Küstenregionen – auch kriminelle Akteure aus den Nachfolgestaaten der UdSSR angezogen. Mitglieder russischer und eurasischer Mafiaorganisationen nutzten Spanien einerseits als Rückzugsort, andererseits als Ort zur Geldwäsche illegaler Profite. Bereits um 1996 ließen sich bekannte Anführer der russischen Unterwelt an der Costa del Sol nieder. Den bisher größten Schlag stellte 2008 die Operación Troika dar. In einer koordinierten Aktion wurden im Juni 2008 in Spanien 20 mutmaßliche Mitglieder russischer Mafiaorganisationen festgenommen, darunter Gennadi Petrow, Anführer der Tambow-Bande und ein mutmaßlicher Vertrauter von Wladimir Putin sowie anderer hochrangiger russischer Politiker. Allerdings verlief die juristische Aufarbeitung in Spanien nur bedingt erfolgreich. Der Hauptangeklagte Petrow entzog sich 2012 der spanischen Justiz durch Flucht nach Russland, wo er unbehelligt blieb. Die verbleibenden 17 Angeklagten wurden schließlich 2018 wegen mangelnder Beweise von der spanischen Justiz freigesprochen. Nach 2022 zog die Guardia Civil dutzende Luxusimmobilien an der Küste ein, die auf Strohleute russischer Krimineller oder sanktionierter Politiker eingetragen waren.
2017 kamen Verdächtigungen auf der russische Auslandsgeheimdienst GRU habe zur Destabilisierung eines EU-Landes die katalanische Unabhängigkeitsbewegung im Jahr des von der spanischen Regierung für Illegal erklärten Unabhängigkeitsreferendums unterstützt. Die spanische Polizei startete 2019 eine „Operación Volkov“ zu diesen Vorgängen. Aufgrund mangelnder Beweise wurde das Verfahren allerdings 2021 eingestellt. 2022 wies Spanien mehrere russische Diplomaten aus, welche im Land geheimdienstlich tätig gewesen sein sollen.

## Diplomatische Standorte
- Russland hat eine Botschaft in Madrid und ein Generalkonsulat in Barcelona.
- Spanien hat eine Botschaft in Moskau und ein Generalkonsulat in Sankt Petersburg.

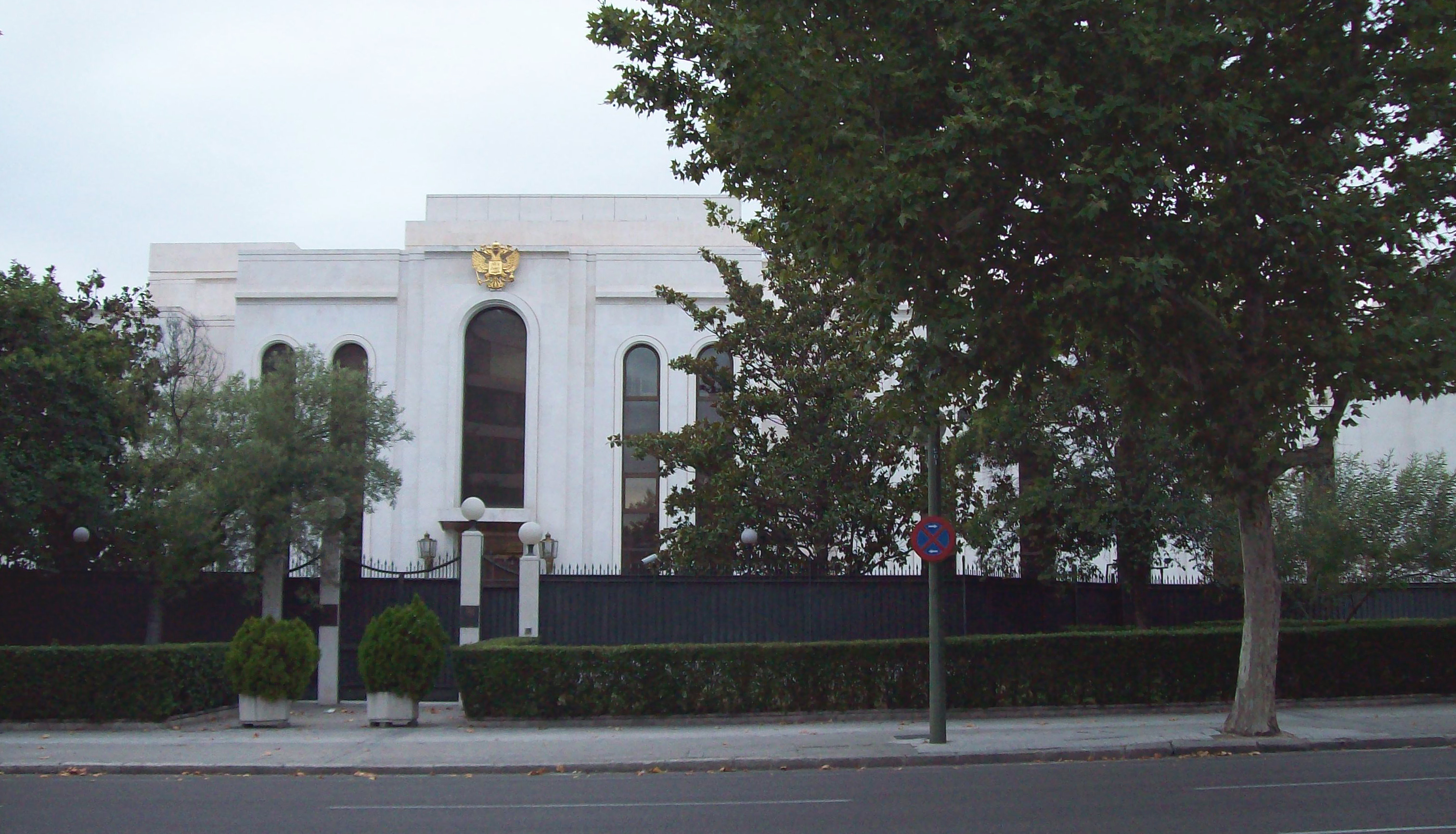
Russische Botschaft in Madrid
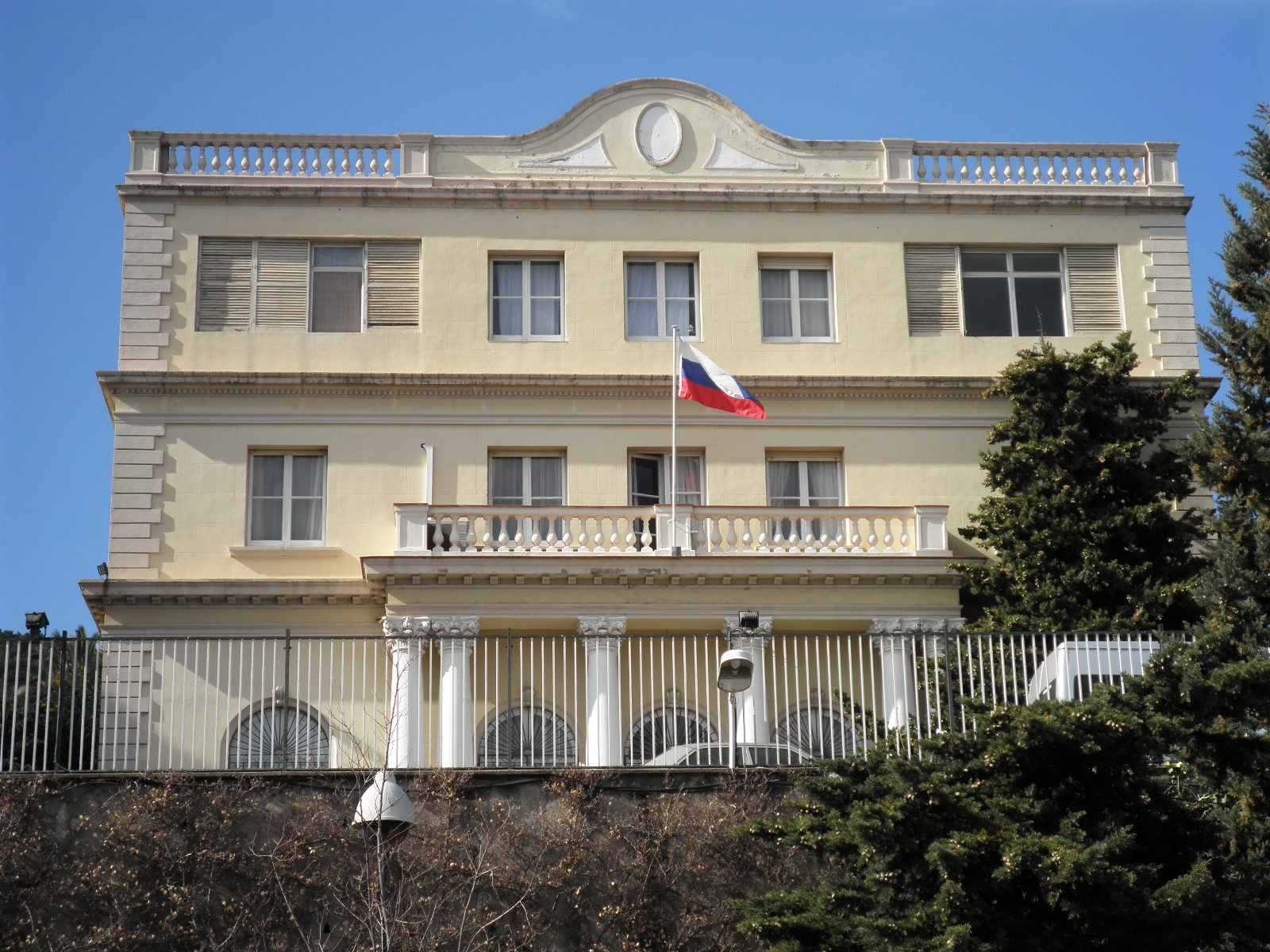
Russisches Generalkonsulat in Barcelona
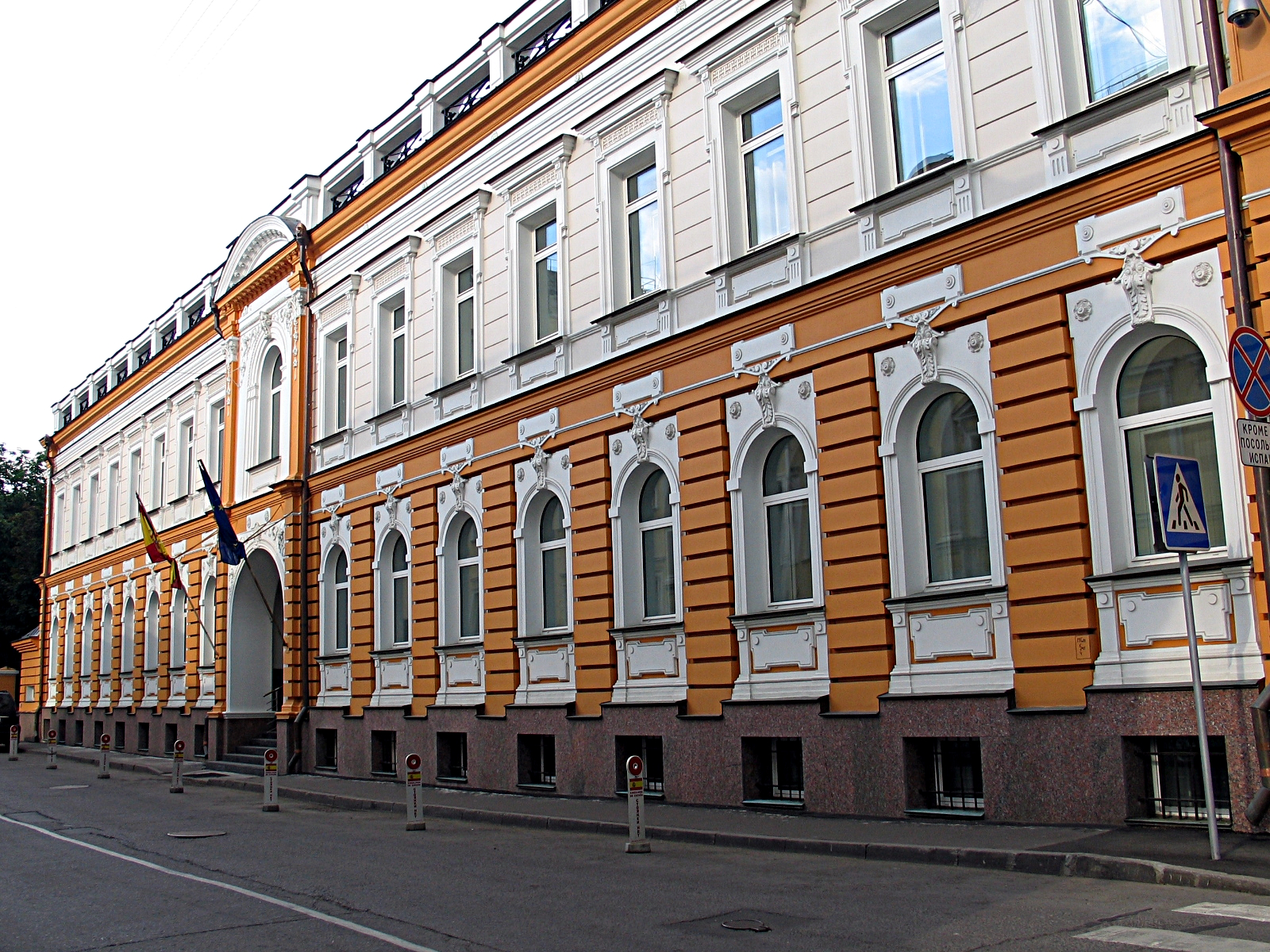
Spanische Botschaft in Madrid
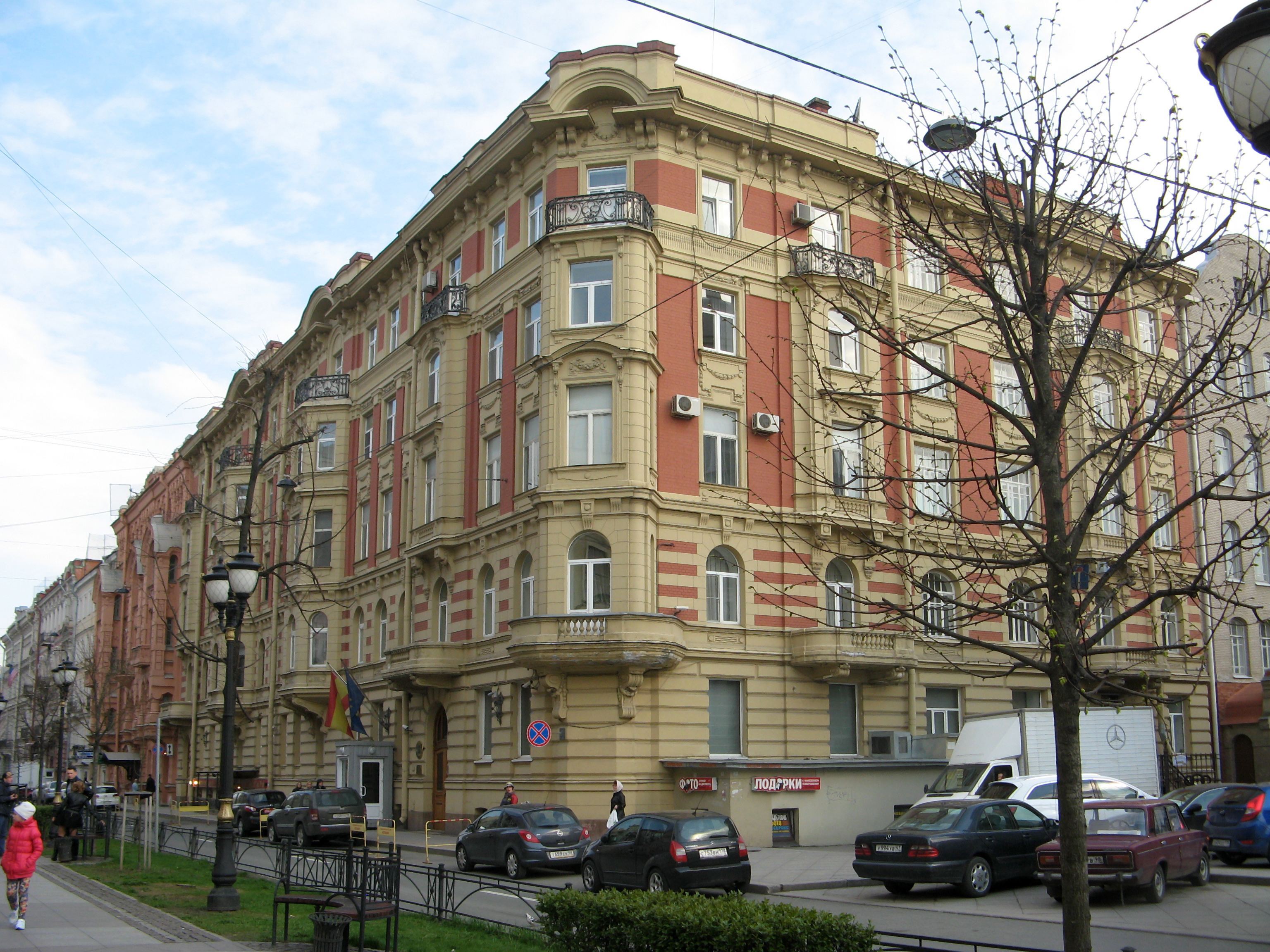
Spanisches Generalkonsulat in Sankt Petersburg